# Samuel Mohn
Samuel Mohn, w źródłach czasami błędnie Sigmund (ur. 16 kwietnia 1762 w Niederklobikau k. Merseburga, zm. 26 lipca 1815 w Dreźnie) – niemiecki malarz szkła i porcelany.
Przez długi czas prowadził wędrowny tryb życia. Początkowo przebywał w Weißenfels, służąc jako żołnierz w saskim pułku piechoty, zaś później mieszkał kolejno w Halle, Berlinie, Lipsku, Szczecinie, Neubrandenburgu, Doberanie, Rostocku, ponownie Berlinie i znowu w Lipsku. Na początku 1809 osiadł w Dreźnie. Początkowo zajmował się malowaniem porcelany jako malarz–chałupnik (Hausmaler), o czym świadczą pozostawione przez niego portrety w typie silhouette na białym lub różowym tle na porcelanie berlińskiej i miśnieńskiej. Od 1806 poświęcił się przede wszystkim malowaniu szkła, zaczynając od szkieł opalowych. W 1811 jego techniki kolorystyczne i wypalania były już na tyle zaawansowane, że mógł podejmować próby malowania bezbarwnych szkieł ołowiowych. Tym samym ponownie odkrył technikę malowania przezroczystymi farbami emaliowymi wynalezioną przez Johanna Schapera (zm. 1670).
Przy pomocy tej techniki stworzył bogaty program portretów, herbów i pejzaży, które umieszczał przede wszystkim na szklanych pucharach. Szczególnie często można spotkać portrety królowej Luizy oraz widoki Drezna, Lipska, Miśni i Schandau. Malował również liczne kieliszki z motywami kwiatowymi. Duża część malowanych przez niego szkieł została wykonana pod nadzorem członków jego rodziny (zwłaszcza syna, Gottloba Samuela) oraz asystentów, W. i A. Viertela oraz Carla von Scheidta. Aby zwiększyć produkcję, w 1809 wprowadził do swojego warsztatu metodę druku transferowego. Utrzymywał kontakty z miśnieńską manufakturą porcelany, której proponował proces reprodukowania dekoracji za pomocą druku, jego oferta została jednak odrzucona. Realizował coraz więcej zamówień dla saskiej rodziny królewskiej, w 1814 zaś otrzymał szereg zleceń od wojskowego gubernatora Saksonii Nikołaja Repnina–Wołkońskiego. Zajmował się również tworzeniem witraży, malując m.in. okna w kościele zamkowym w Schwerinie. Wiele jego paneli okiennych znalazło się również w habsburskim zamku Franzensburg.
Znaczenie Mohna w historii malarstwa na szkle polega na odrodzeniu techniki na wysokim poziomie artystycznym, dzięki czemu udało się przenieść epokowe osiągnięcia osiemnastowiecznego malarstwa na porcelanie na szkło ołowiowe. Jego syn Gottlob Samuel w 1811 osiadł w Wiedniu, gdzie jego styl malowania na szkle spotkał się z dużym uznaniem. Szkła malowane przez Mohna można obecnie znaleźć w niemal wszystkich liczących się kolekcjach szkła na świecie.

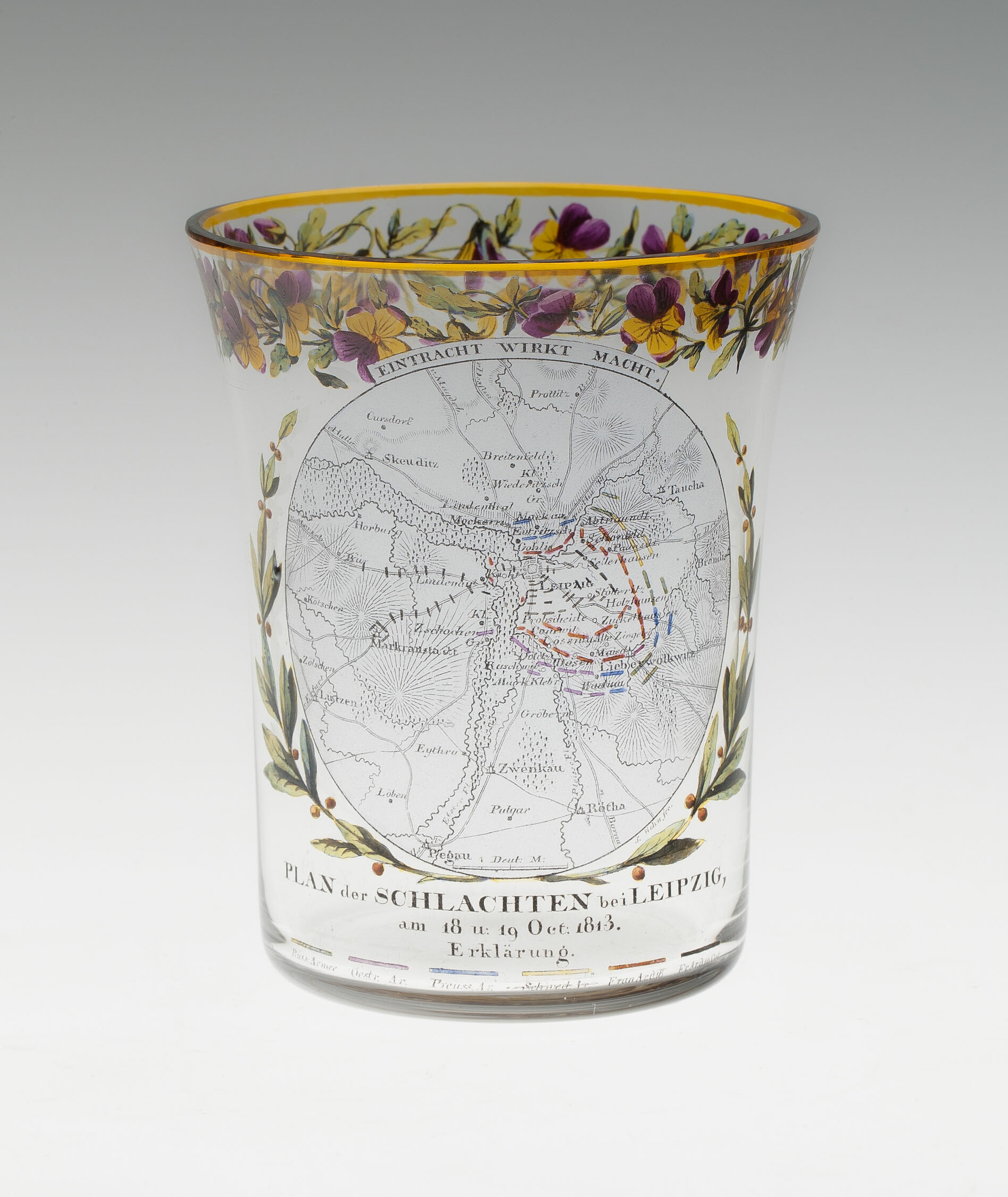
Puchar z mapą Bitwy pod Lipskiem, 1813. Art Institute of Chicago
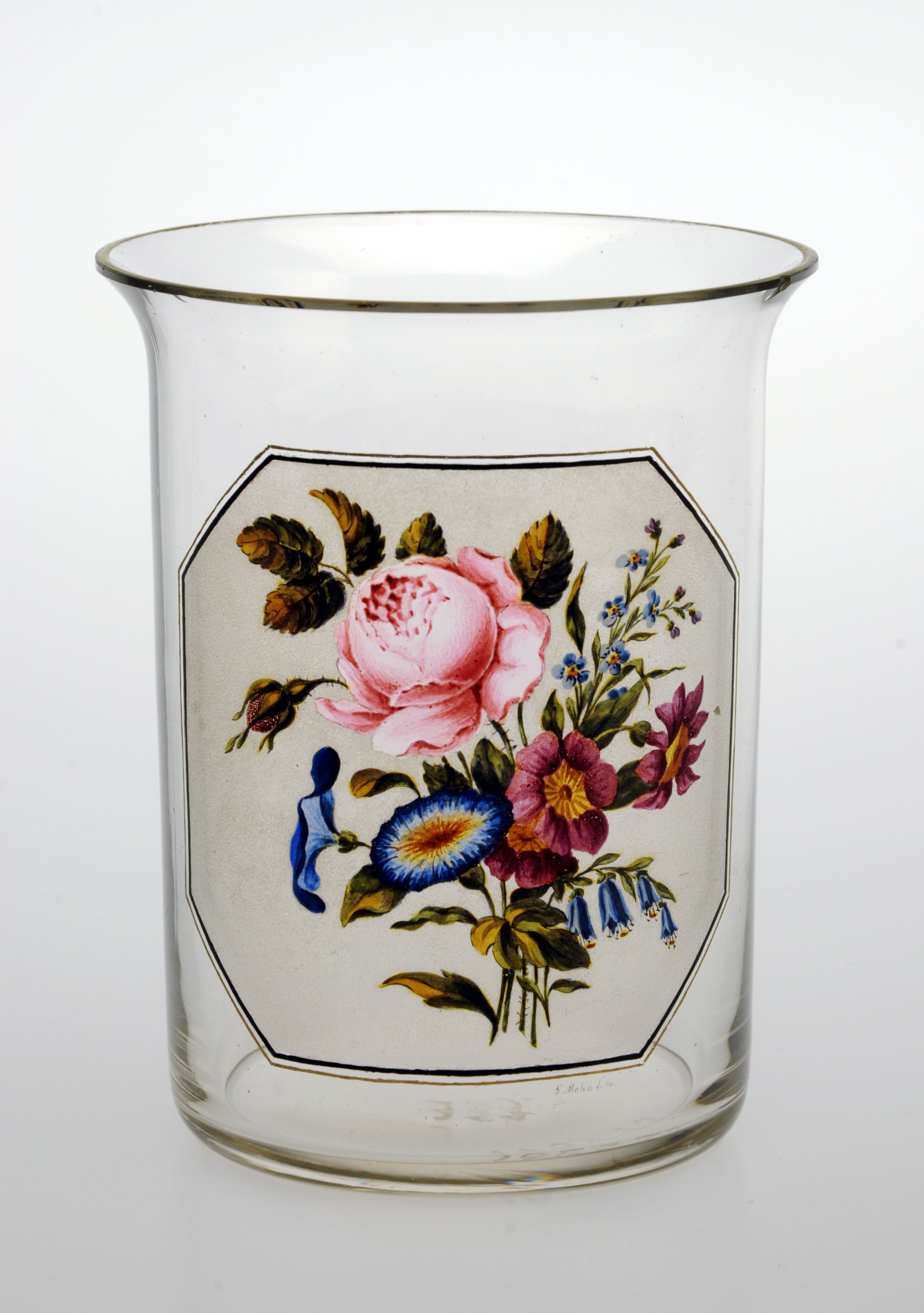
Puchar z bukietem kwiatów, 1814. Museum für Kunst und Gewerbe Hamburg(inne języki)
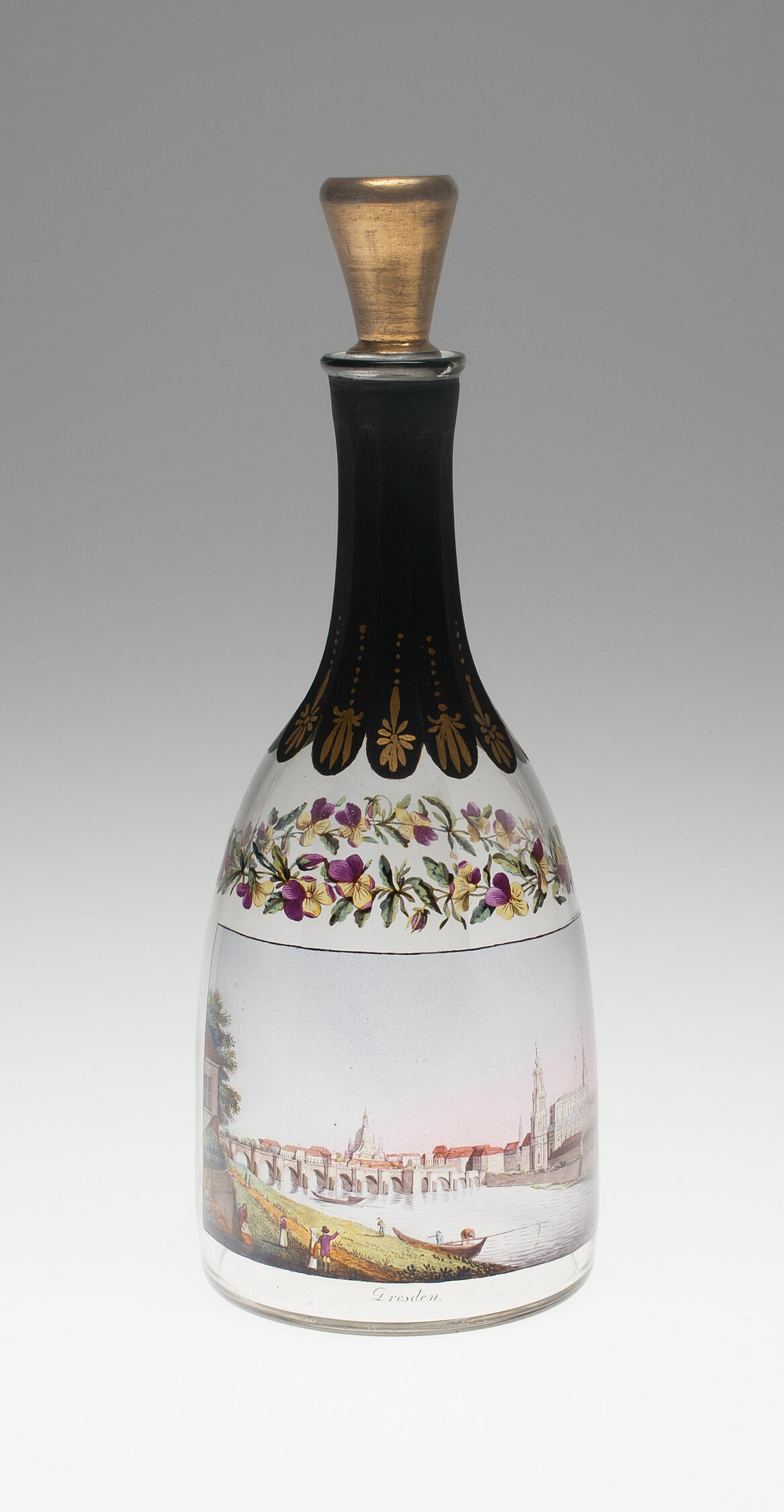
Butla z widokiem Drezna wykonana w warsztacie Samuela Mohna, 1814. Art Institute of Chicago
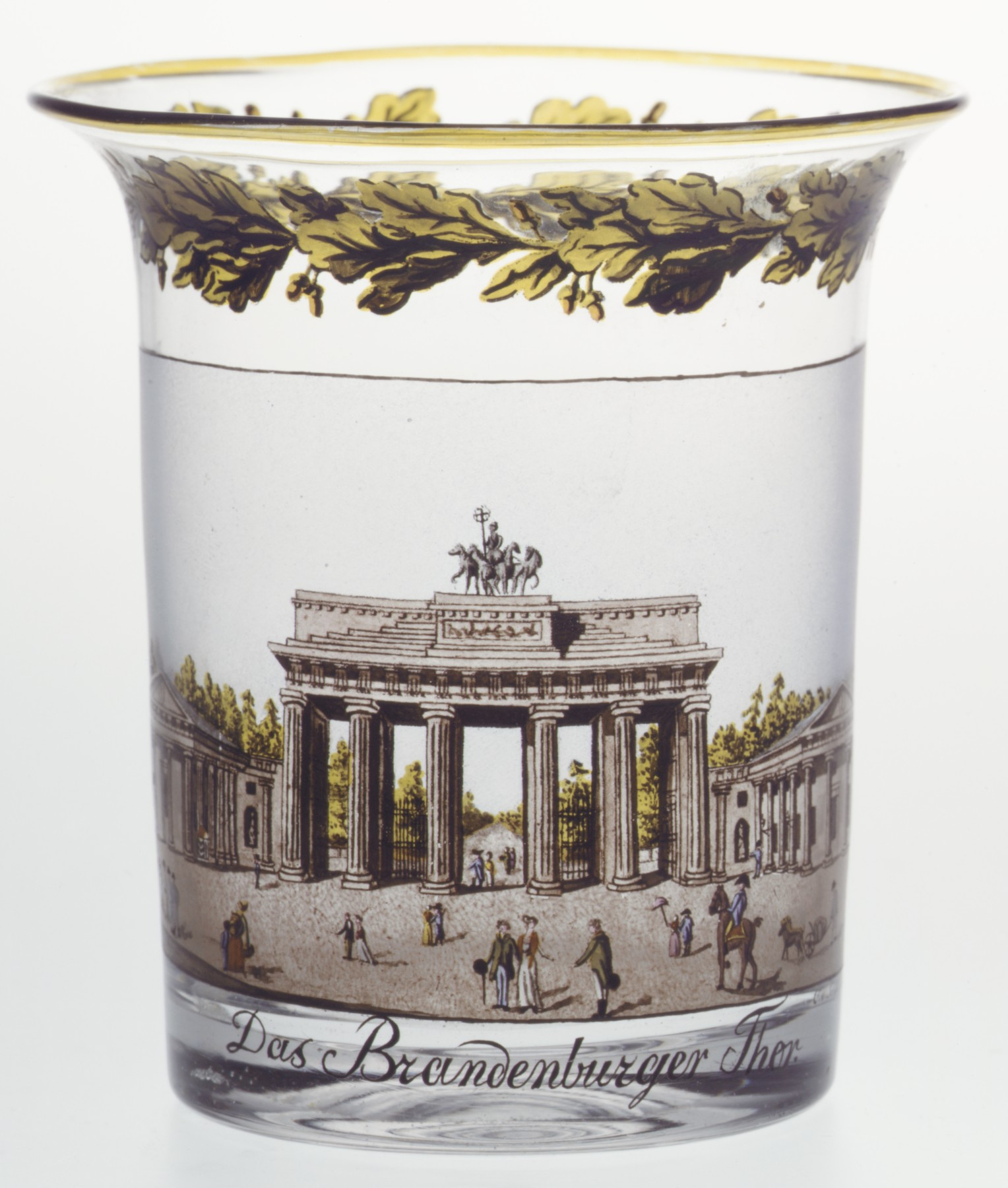
Puchar z widokiem na Bramę Brandenburską wykonany przez pracownika Mohna Carla von Scheidta, 1816. Metropolitan Museum of Art